# Volta a Estònia 2016
La Volta a Estònia 2016, 4a edició de la Volta a Estònia, es va disputar entre el 27 i el 28 de maig de 2016 sobre un recorregut de 334 km repartits entre dues etapes. La cursa formava part del calendari de l'UCI Europa Tour 2016, amb una categoria 2.1.
El vencedor final fou el polonès Grzegorz Stępniak, vencedor de la primera etapa.

## Equips
L'organització convidà a prendre part en la cursa a quatre equips continentals professionals, set equips continentals i quatre seleccions nacionals:
- equips continentals professionals: CCC Sprandi Polkowice, Gazprom-RusVelo, Novo Nordisk, Verva ActiveJet
- equips continentals: Alpha Baltic-Maratoni.lv, Cycling Academy, Minsk, Rietumu-Delfin, Staki-Baltik Vairas, Bliz-Merida, Ringeriks-Kraft
- equips nacionals: Alemanya, Estònia, Finlàndia, Suècia

## Etapes
| Etapa | Data       | Recorregut      |             | Km  | Vencedor d'etapa        | Líder de la general     | Ref.  |
| ----- | ---------- | --------------- | ----------- | --- | ----------------------- | ----------------------- | ----- |
| 1a    | 27 de maig | Tallinn – Tartu | Etapa plana | 190 | Grzegorz Stępniak (POL) | Grzegorz Stępniak (POL) | [ 1 ] |
| 2a    | 28 de maig | Tartu – Tartu   | Etapa plana | 144 | Roman Maikin (RUS)      | Grzegorz Stępniak (POL) | [ 2 ] |

## Classificació final
|    | Ciclista                | Equip                 | Temps      |
| -- | ----------------------- | --------------------- | ---------- |
| 1  | Grzegorz Stepniak (POL) | CCC Sprandi Polkowice | 7h 15' 41" |
| 2  | Roman Maikin (RUS)      | Gazprom-RusVelo       | + 2"       |
| 3  | Mihkel Räim (EST)       | Cycling Academy       | + 7"       |
| 4  | Pascal Ackermann (GER)  | Alemanya              | + 7"       |
| 5  | Ludwig Bengtsson (SWE)  | Suècia                | + 9"       |
| 6  | Siarhei Papok (BLR)     | Minsk                 | + 9"       |
| 7  | Armands Becis (LAT)     | Rietumu-Delfin        | + 10"      |
| 8  | Kamil Gradek (POL)      | Verva ActiveJet       | + 10"      |
| 9  | Maris Bogdanovics (LAT) | Rietumu-Delfin        | + 11"      |
| 10 | Pawel Franczak (POL)    | Verva ActiveJet       | + 11"      |

## Evolució de les classificacions
| Etapa               | Vencedor            | Classificació general | Classificació per punts | Classificació de la muntanya | Classificació dels joves | Classificació per equips |
| ------------------- | ------------------- | --------------------- | ----------------------- | ---------------------------- | ------------------------ | ------------------------ |
| 1                   | Grzegorz Stępniak   | Grzegorz Stępniak     | Grzegorz Stępniak       | Marius Andre Hafsas          | Syver Waersted           | Team Novo Nordisk        |
| 2                   | Roman Maikin        | Grzegorz Stępniak     | Grzegorz Stępniak       | Isac Lundgren                | Pascal Ackermann         | Team Novo Nordisk        |
| Classificació final | Classificació final | Grzegorz Stępniak     | Grzegorz Stępniak       | Isac Lundgren                | Pascal Ackermann         | Team Novo Nordisk        |